# Orostachys paradoxa
Orostachys paradoxa là một loài thực vật có hoa trong họ Crassulaceae. Loài này được (Khokhr. & Vorosch.) Czerep. miêu tả khoa học đầu tiên năm 1995.